# Hooked On You The Best Of
A Hooked On You The Best Of című válogatáslemez a német-amerikai származású Sydney Youngblood 1994-ben megjelent válogatásalbuma, mely az addig megjelent legnagyobb slágereit tartalmazza.
CD  Virgin – 7243 8 39900 2 3
1. If Only I Could
2. Spooky (Instrumental)
3. Sit and Wait
4. Feeling Free (Duet With Elaine Hudson)
5. Hooked On You
6. Body And Soul
7. Wherever You Go (Femifem Radio Version)
8. Feels Like Forever (Featuring Elaine Hudson)
9. I'm Your Lover
10. I’d Rather Go Blind
11. Could It Be (I'm In Love) (The Fresh Remix)
12. Ain't No Sunshine